# Observatoire astronomique de l'université de l'Illinois
Vous lisez un « bon article » labellisé en 2010.
L'observatoire astronomique de l'université de l'Illinois est un observatoire astronomique américain construit en 1896. Il se trouve sur l'avenue South Matthews à Urbana, dans le comté de Champaign, en Illinois. Inscrit sur le Registre national des lieux historiques le 6 novembre 1986, il a été intégré à la liste des National Historic Landmarks par le Département de l'Intérieur des États-Unis le 20 décembre 1989.
L'observatoire contient une lunette astronomique de 300 mm construite par John Alfred Brashear, mais aucun de ses instruments n'est plus utilisé pour la recherche professionnelle aujourd’hui. L'établissement a joué un rôle important dans le développement de l'astronomie car il fut le siège d'une innovation clé dans le domaine de la photométrie astronomique. Il a été dirigé par des scientifiques tels que Joel Stebbins et Robert H. Baker.
Érigé en 1896 à la demande de l'Assemblée générale de l'Illinois, l'observatoire de l'université de l'Illinois est devenu important dans le développement de l'astronomie de par les recherches pionnières effectuées par Stebbins de 1907 à 1922. Joel Stebbins a quitté l'université de l'Illinois en 1922 mais avait fait pendant son mandat de directeur des découvertes qui ont aidé à changer le visage de l’astronomie moderne. Le bâtiment est dans une conception traditionnelle d'observatoire, après un plan en T. Le dôme s'élève à 11 mètres de haut. Le bâtiment a été utilisé par le département d'astronomie de l'université de l'Illinois de son inauguration jusqu'en 1979, date où le département a emménagé dans un nouveau bâtiment plus spacieux, afin de loger un personnel grandissant.

## Histoire
L'État de l'Illinois vote en 1895 le financement d’un nouvel observatoire astronomique en faveur de l'université de l'Illinois à hauteur de 15 000 dollars américain. Le site de construction est choisi sur une butte herbeuse entre Matthews Avenue et Burrill Avenue, juste à proximité au nord de Morrow Plots, le plus vieux champ d'agriculture expérimentale, ouvert en 1876, et classé depuis comme National Historic Landmark.
Le bâtiment est construit en remplacement d'un autre observatoire présent sur le campus, plus petit et plus ancien. Les contrats de constructions sont remportés au printemps 1896 par Charles A. Gunn, un architecte, et par Bevis and Company in Urbana, un entrepreneur en bâtiment. Les travaux débutent en avril et le bâtiment est achevé au mois d'août, pour un coût total de 6 800 $.

### Histoire astronomique

#### Recherches de Stebbin

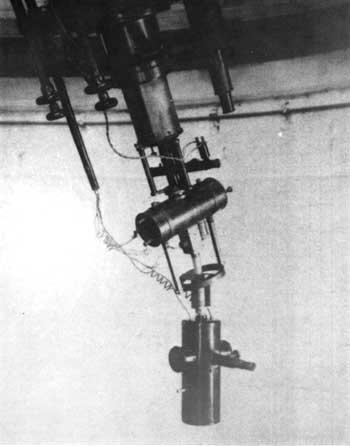
Le luxmètre photoélectrique de Stebbins monté sur un télescope de 300 mm en 1913.

Avant 1907, l'étude de la magnitude des étoiles était effectuée par l'observateur en comparant visuellement la magnitude apparente de celles-ci, mais le procédé demeurait lent et imprécis. Ce système d'observation a été complété après 1907 par l'utilisation des plaques photographiques. Aucune de ces deux méthodes ne permettait cependant d’effectuer des mesures quantitatives. Le développement de la méthode basée sur la collecte empirique de donnée par un instrument électrique, mise au point par Joel Stebbins dans cet observatoire, a marqué une étape importante de l'histoire de l'astronomie.
Stebbins fut nommé directeur de l'observatoire de l'université de l'Illinois après l'obtention de son doctorat à l'université de Berkeley en 1903. Ses travaux les plus importants sont effectués entre 1907 et 1922. Ceux-ci, menés avec l'aide de sa femme May Stebbins, portent sur la luminosité relative des étoiles binaires en utilisant les méthodes d’observation visuelles et photographiques. En 1957, lors d’un discours donné à l'American Astronomical Society, Stebbins présente les évènements qui ont mené à sa découverte de cette façon :
« [May Stebbins] notait les chiffres à mesure que l'observateur les lui dictait, mais après certaines nuits passées à relever des centaines de mesures pour obtenir la moindre magnitude, elle faisait remarquer que ce travail était particulièrement lent. Je lui répondais qu'un jour nous ferions tout ceci en utilisant de l'électricité, ce qui a été une remarque cruciale. Par la suite, elle allait alors régulièrement me demander « quand allons nous passer à l'électricité ? ». Il s’est trouvé que deux ou trois mois plus tard, le département de physique de l'université organisait des portes ouvertes, et que l'un des stands d’exposition était tenu par un jeune enseignant, F.C. Brown. Celui-ci montrait comment, en exposant une cellule de sélénium à la lumière d'une lampe, il pouvait déclencher et arrêter le tintement d’une cloche. L'idée m'est alors venue : pourquoi ne pas exposer cette cellule à la lumière d'une étoile, puis mesurer l’intensité du courant électrique obtenu ? »

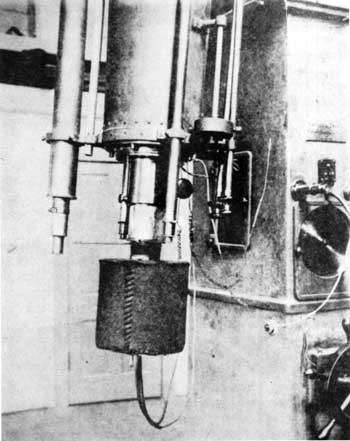
Le luxmètre au sélénium en 1910.

Stebbins et Brown se rapprochent et commencent à travailler ensemble. Ils installent une cellule de sélénium sur le télescope de 300 mm de l'observatoire. À l'automne 1907, après plusieurs tentatives, ils parviennent à obtenir une courbe de lumière de la Lune. Ce succès dans l'utilisation de la technologie photoélectrique est alors une avancée majeure pour les astronomes. La méthode est perfectionnée par la suite, Stebbins montrant que le fait de baisser la température de la cellule au sélénium jusqu'à zéro degré Fahrenheit permettait de doubler la sensibilité de celle-ci et de réduire le nombre ainsi que la taille des irrégularités. Les deux chercheurs parviennent alors à détecter des activités stellaires qui n’avaient pas été découvertes auparavant.
Les travaux de Stebbins sur les cellules de sélénium se poursuivent jusqu'en 1913, date à laquelle il commence à travailler avec Jakob Kunz. Ce dernier travaillait sur une cellule photoélectrique améliorée, basée non plus sur le sélénium, mais sur de l'alcali.

#### Autres découvertes
Lorsqu'en 1907, Stebbins commence à travailler avec Brown en utilisant des cellules de sélénium, de nombreuses découvertes notables ont déjà été faites à l'observatoire. Le premier directeur de la structure, G.W. Myers, y exerce de 1897 à 1900, date à laquelle il quitte l'université de l'Illinois pour l'université de Chicago. Lors de sa première année de mandat comme directeur, G.W. Myers annonce la découverte d'une source de variabilité provenant de l'étoile Beta Lyrae.
Stebbins arrive en 1903 de l'Observatoire Lick, il commence à étudier la luminosité de 107 étoiles binaires. En 1907, l'observation de la luminosité de la Lune menée par Stebbins et Brown constitue la première utilisation aux États-Unis de l'électricité pour obtenir une mesure de luminosité astronomique. Le passage de la comète de Halley en mai 1910 permet à Stebbins d'appliquer sa découverte à l'observation d'une comète. Deux ans plus tard, Stebbins utilise ce luxmètre pour découvrir le caractère binaire de quatre étoiles : Beta Aurigae, Alpha Virginis, Alpha Coronae Borealis et Delta Orionis. En 1915, il commence à étudier Beta Lyrae, l'étoile impliquée dans la première découverte faite à l'observatoire par Myers. Le 9 juin 1918, une éclipse solaire permet à Stebbins et à Jakob Kunz d’utiliser le luxmètre dans le Wyoming. Après ces découvertes, Stebbins quitte l'université de l'Illinois en 1922, la même année que le premier doctorat en astronomie conféré par cette université à Charles Wylie. Il rejoint l'observatoire Washburn de l'Université du Wisconsin-Madison, le docteur Robert H. Baker est nommé directeur de l'observatoire pour le remplacer.
Ce départ ne signe pas la fin des découvertes faites dans ce lieu. De 1933 jusqu’aux années 1960, l'observatoire continue de marquer l'histoire de l'astronomie et de l'astronautique des États-Unis. Le 27 mai 1933, les rayonnements de l'étoile Alpha Bootis sont captés par l'annexe de l'observatoire avant que le signal ne soit transmis pour inaugurer l'Exposition universelle de 1933 (A Century of Progress) de Chicago. Le budget de la structure est par la suite réduit à quelque 200 $ par an en raison de la Grande Dépression. L'établissement est ensuite partie prenante de 1939 à 1951 dans le Harvard's Star Counting Circuit, projet visant à répertorier les étoiles de la Voie lactée et à déterminer leur disposition.
En 1961, alors que la course à l'espace se développe, le sénateur Paul H. Douglas demande que l’observatoire soit consulté par l'American Astronautical Society afin d'évaluer l'intérêt scientifique des projets américains de voyages habités vers la Lune.

### Histoire récente
L'observatoire bénéficie d'une série de rénovations et d'agrandissements de 1956 à 1966. En 1967, le télescope de 300 mm de l'observatoire effectue sa dernière observation dans un but professionnel, et le département d'astronomie de l'université de l'Illinois déménage hors du bâtiment en 1979. La même année, la structure reçoit la reconnaissance du Registre national des lieux historiques, et en 1986, des milliers de personnes se réunissent sur son site pour observer le passage de la comète de Halley.
L'observatoire n'est plus utilisé à des fins de recherche, bien que le télescope soit toujours utilisé par l'université comme outil d’apprentissage. Son utilisation est aussi ouverte à une association d'étudiants. La dernière campagne de rénovation a eu lieu en 1996.

## Architecture

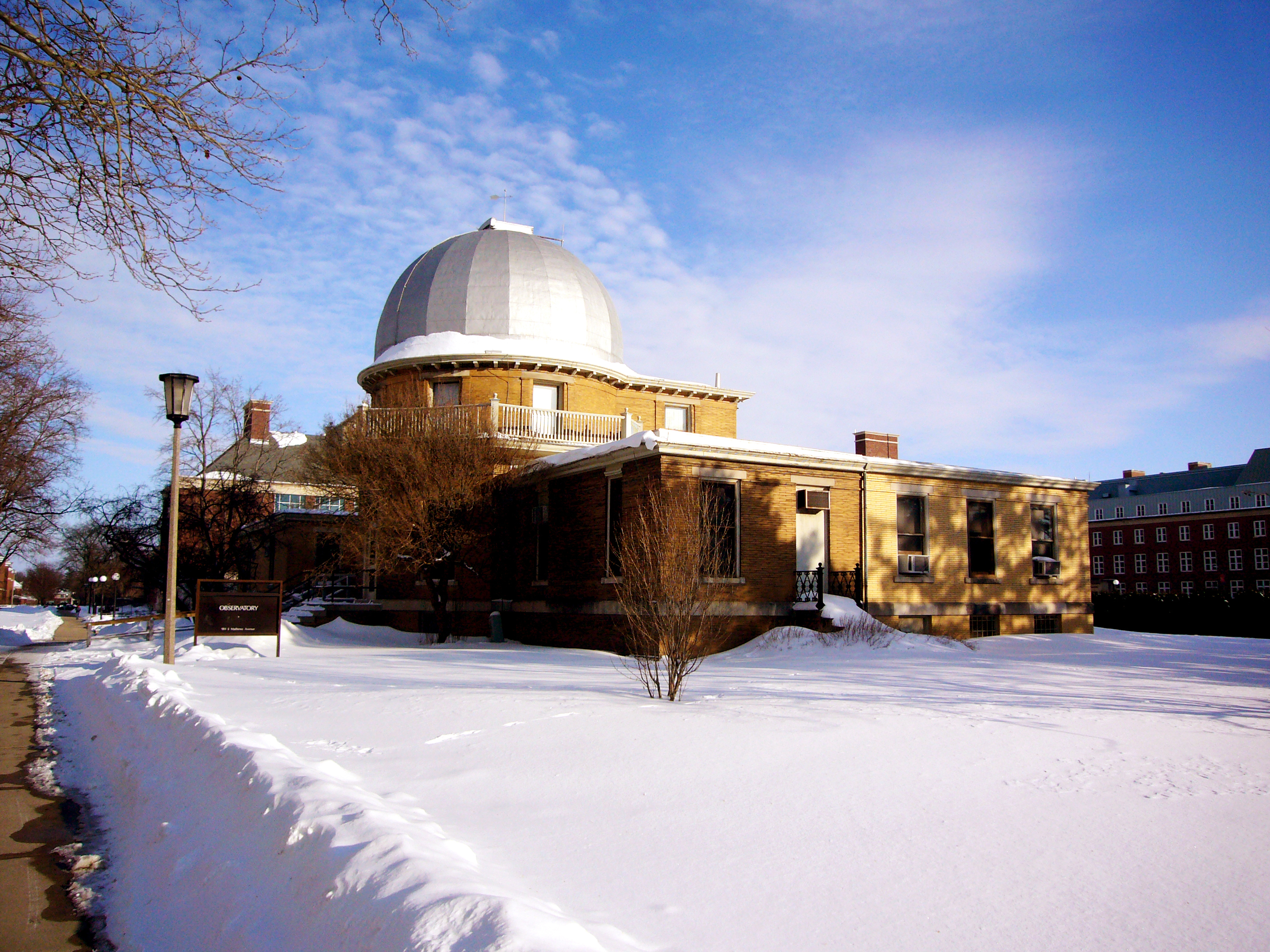
Vue de l'extérieur du bâtiment avec les parties anciennes en marron, et nouvelles en crème, visibles.

Le bâtiment ne compte que deux étages et est construit en forme de T, face au nord. Il est fait de briques de Rome (de l'Indiana), et compte aussi des éléments comme des linteaux en calcaire et des radiers. La croix du T mesure 23 mètres de longueur d’est en ouest et 7,6 mètres de large, et sa branche médiane fait face au sud et mesure 7,9 mètres de long pour 7,6 mètres de large. La tour d’observation de forme hexagonale s'élève à 7,6 mètres dans les airs à l'intersection du T, hauteur à laquelle repose le dôme d’observation qui s'élève lui à une hauteur de 11 mètres. Au niveau du sol de la salle d'observation, une balustrade cercle la tour à l'extérieur. La tour est couronnée par une plaque de calcaire qui supporte les rails qui permettent au dôme de tourner. Le diamètre intérieur du dôme est de 7,5 mètres, et son zénith s'élève à 7,3 mètres au-dessus du sol de la salle d'observation. La fente du dôme qui est toujours opérationnelle a une ouverture de 1 100 mm, et peut être ouverte ou fermée de façon manuelle en quelques instants. La tour du dôme et la salle d'observation sont d'époque, à l'exception du système de motorisation qui permet au dôme de pivoter ; l'ancien système était à base de cordes et de poulies.
La lunette astronomique de 300 mm construite en 1896 repose au centre de la salle d'observation. Elle a été construite par la firme Warner and Swasey de Cleveland dans l'Ohio, et l'optique est stabilisée en reposant sur une pile en briques qui repose elle-même directement sur le soubassement sans être en contact avec le reste du bâtiment. Le télescope a coûté à l'époque 4 500 $, et la chaise du poste d’observation, mentionnée dans le contrat passé avec Bevis and Company comme ayant coûté 25 $, est aussi d'origine. Le hall d'entrée, qui se situe juste en dessous de la salle d'observation, est octogonal et centré autour de la pile en briques sur laquelle repose l'optique. Les marches, barreaux d'escalier, les balustrades, ainsi que le parquet y sont d'origine ; il est encore utilisé pour le stockage qui est sa fonction première.
Les ailes est et ouest du bâtiment contenaient à l'origine des salles de transits, chacune de ces salles contenant une lunette astronomique montée sur une pile de briques ; ces piles sont toujours visibles dans les sous-sols de ces salles. Ces dernières ont depuis été réaménagées en bureaux.
L'extérieur du bâtiment comporte des corniches en briques, des linteaux et des radiers en pierre, des drains en pierre, des gouttières ornementales ainsi que des tuyaux de descente d'origine fait en cuivre. La plupart des fenêtres sont en bois et du style des fenêtres à guillotine. Elles sont d'origine, tout comme le perron en béton et l'imposte de la porte d'entrée principale. La balustrade d'origine a cependant été remplacée, mais le perron de l'entrée ouest et sa balustrade en fer sont d'origine.
En plus du réaménagement des salles de transits en bureau, le reste du bâtiment a connu d'autres retouches majeures. La partie sud-ouest du bâtiment a été construite en 1956, en briques de couleur crème, afin d’accueillir davantage de bureaux et de salles de classe. Cette extension s'est faite en conservant la plupart des caractéristiques de l'aspect extérieur du bâtiment, à l'exception notable de la couleur de celui-ci. Une autre extension majeure a été effectuée en 1966 avec la construction de l’aile est. Elle a conservé la même couleur crème que l'extension de 1956, tout en cherchant à imiter les détails du bâtiment original. Le but de cette dernière extension était aussi de fournir plus de place pour des bureaux, mais comportait cette fois un espace consacré à une chambre noire et à un laboratoire de radiotélescope. Les locaux sont toujours utilisés par le département d’astronomie de l'université de l'Illinois à Urbana-Champaign, ainsi que par une association étudiante, l’University of Illinois Astronomical Society.

## Importance historique

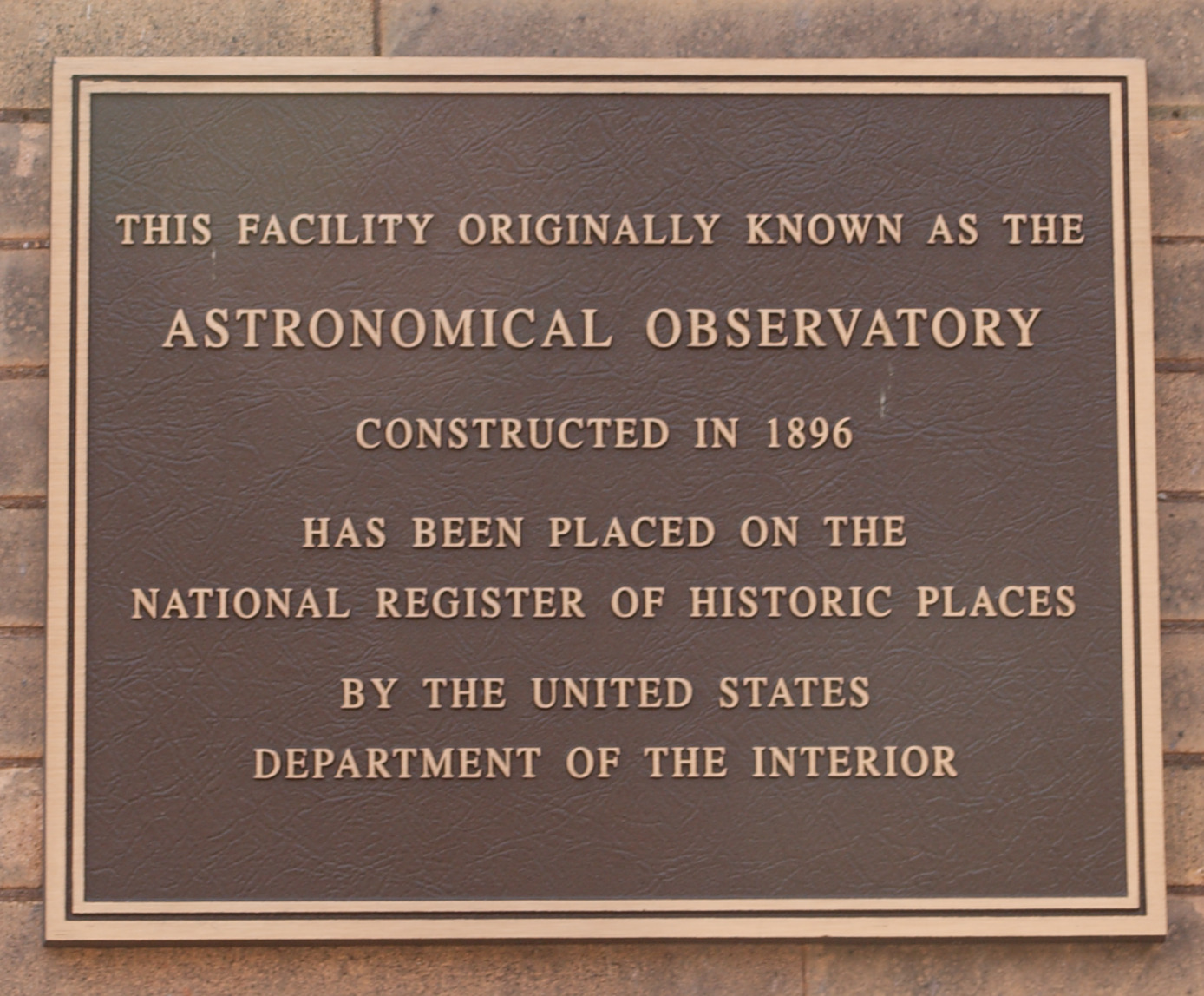
La plaque du Registre national des lieux historiques apposée sur l'observatoire.

L'observatoire représente un intérêt historique dans le domaine de l'astronomie en raison de son rôle dans le développement de cellules photovoltaïques basées sur du sélénium. Ce type de composant a révolutionné la photométrie photoélectrique, une branche de l'astronomie mesurant la magnitude apparente. Cette recherche a été conduite sur une lunette astronomique de 300 mm fabriquée par Warner and Swasey située au deuxième étage de la coupole de l'observatoire. La cellule au sélénium a été développée par Joel Stebbins de 1907 à 1922 alors qu’il dirigeait l’observatoire. Les résultats des travaux menés par Stebbins ont établi la technique de photométrie photoélectrique comme technique standard. En raison de son intérêt astronomique, l'observatoire a été intégré à la liste du Registre national des lieux historiques le 6 novembre 1986, et le 20 décembre 1989, le Département de l'Intérieur des États-Unis l'a classé comme National Historic Landmark.

## Sources